# Fokker G.I
Il Fokker G.I (da alcune fonti è utilizzata anche con l'uso del numero cardinale, G.1) era uno zerstörer (dalla lingua tedesca, letteralmente "distruttore") bimotore ad ala media prodotto dall'azienda olandese Fokker nei tardi anni trenta; in modo non ufficiale venne anche chiamato Jachtkruiser (in lingua olandese: caccia incrociatore).
Inizialmente impiegato dalla Luchtvaartafdeling, l'aeronautica militare olandese del periodo, in seguito all’invasione tedesca dei Paesi Bassi, durante la seconda guerra mondiale, alcuni velivoli vennero requisiti dalla tedesca Wehrmacht ed inviati alle scuole di volo della Luftwaffe per impiegarli come aerei da addestramento.

## Storia del progetto
Lo sviluppo del G.1 fu curato, su iniziativa privata del costruttore, dagli ingegneri Marius Beeling e Erich Schatzki nel 1934. L’aereo, realizzato in gran segreto in un reparto isolato nello stabilimento della Fokker, destò enorme sorpresa e notevole interesse a livello internazionale per l'inusitata configurazione con doppia trave di coda e per il pesante armamento (2 cannoni Madsen calibro 23 mm e 2 mitragliatrici calibro 7,9 mm) che al Salone dell'aeronautica di Parigi del 1936 gli fecero guadagnare il soprannome di Le Faucher, il falciatore.
A quell’epoca l’aereo non aveva ancora volato, lo avrebbe fatto solamente il 19 marzo 1937, ma la stampa specializzata non esitò a descriverlo come la novità più sensazionale di tutto il salone.
Le autorità olandesi dimostrarono un marcato interesse nei confronti del G.1, anche se rispetto al prototipo richiesero alcune modifiche sostanziali: al fine di razionalizzare la logistica ed i processi di manutenzione, il motore Hispano-Suiza del prototipo avrebbe dovuto lasciare il posto al Bristol Mercury già installato sui Fokker T.V e D.XXI mentre l’armamento avrebbe dovuto essere costituito da otto mitragliatrici calibro 7,9 mm, sempre concentrate nel muso, mentre una nona arma dello stesso tipo sarebbe stata installata, brandeggiabile, nella postazione posteriore della fusoliera; era richiesta la possibilità di trasportare fino a 400 kg di bombe. Le dimensioni complessive dell'aereo sarebbero state leggermente più grandi rispetto a quelle del prototipo mentre la fusoliera avrebbe potuto ospitare due o tre membri d’equipaggio, a seconda delle necessità operative.
Su questa configurazione fu trovato l’accordo fra le autorità olandesi e la Fokker, che sottoscrissero un contratto per la fornitura di 36 esemplari della versione, denominata "G.1A" (o "G.1 Mercury") alla fine di novembre del 1937.
A titolo sperimentale uno dei primi esemplari consegnati all'aviazione fu dotato di una gondola realizzata in polimetilmetacrilato posta nella zona inferiore della cabina di pilotaggio: destinata ad un osservatore, avrebbe potuto consentire al G.1 di fungere da ricognitore; lo spazio ridotto risultò inadatto alle funzioni previste ed il progetto fu abbandonato.
Un altro aereo fu equipaggiato con aerofreni per valutarne le possibilità di impiego come bombardiere in picchiata, ma anche in questo caso la modifica rimase inapplicata sui velivoli di serie.
La Fokker, contemporaneamente, non rinunciò a procedere ulteriormente nello sviluppo del prototipo originario e, optando per l’utilizzo di motori Pratt & Whitney Twin Wasp Junior, ricevette dimostrazioni d’interesse da diversi paesi europei: nell’arco di dodici mesi dal primo volo, delegazioni di Finlandia, Turchia e Danimarca effettuarono verifiche dirette o voli di prova con il prototipo della versione conosciuta come “G.1B” (o “G.1 Wasp”). Ben presto furono sottoscritti diversi contratti: ventisei velivoli furono ordinati dalla Finlandia, nove dall'Estonia, diciotto dalla Svezia e dodici dalla Spagna; la Danimarca sottoscrisse invece un accordo di produzione su licenza.
L'ordine che la Fokker sottoscrisse con il governo spagnolo fu sottoposto ad embargo da parte delle autorità olandesi (e non si esclude che il governo estone volesse mettere in atto una sorta di triangolazione per eludere gli effetti del veto governativo); lo scoppio della seconda guerra mondiale impedì il concretizzarsi dei rimanenti accordi e la conclusione di altre trattative in corso.

## Tecnica

### Struttura
Per quanto innovativo nel concetto di base, il Fokker G.I manteneva invariata la filosofia costruttiva “mista” seguita dalla Fokker in quell’epoca. La fusoliera era suddivisa in tre parti: la struttura della zona anteriore era realizzata in tubi d’acciaio con rivestimento in duralluminio, la parte centrale era costruita in legno (ed integrata con le ali), la zona posteriore era realizzata interamente in lega leggera. Le ali erano interamente lignee mentre i due tronchi di coda erano interamente metallici, con i soli timoni dotati di rivestimento in tela.
La fusoliera aveva sezione frontale circolare e linea “a goccia” con numerose superfici vetrate di dimensioni contenute disposte su tutta la superficie. La struttura era unita alle ali nella zona mediana; queste avevano il bordo d’entrata al di sotto della cabina di pilotaggio. La parte centrale delle ali aveva andamento rettilineo mentre esternamente alle travi di coda le semiali avevano disegno rastremato verso le estremità, maggiormente accentuato nel bordo d’uscita.
Sul bordo d’entrata erano disposte le gondole dei motori che si prolungavano al posteriore a formare le travi di coda; all’estremità posteriore erano completate da un piano verticale ed erano tra loro collegate da un piano orizzontale suddiviso, in tutta la sua lunghezza, tra stabilizzatore ed equilibratore.
Il carrello d'atterraggio era di tipo classico, con elementi principali monoruota retrattili, che andavano ad alloggiare (con movimento all’indietro) nella zona posteriore delle gondole dei motori. Il ruotino di coda era fisso, disposto al di sotto dello stabilizzatore.

### Motori
Il prototipo fu equipaggiato con due motori Hispano-Suiza 80-02. Sulle versioni di serie si optò invece per impiegare altri propulsori: l'aviazione olandese scelse il Bristol Mercury, già installato su altri velivoli in uso, al fine di standardizzare i propri processi di logistica e manutenzione mentre, visto l'insorgere di problemi nello sviluppo dell'Hispano-Suiza 80, il prototipo fu riequipaggiato con due Pratt & Whitney "Twin Wasp Junior". Il motore statunitense venne mantenuto come dotazione standard per la versione G.IB, originariamente destinata all'esportazione.

### Armamento
Il prototipo del G.I esposto al Salone di Parigi era equipaggiato con due mitragliatrici Madsen calibro 7,9 mm e con due cannoni calibro 23 mm, sempre del medesimo produttore, installati nel muso del velivolo. Nella parte posteriore della fusoliera era presente una quinta mitragliatrice Madsen, brandeggiabile.
Negli esemplari della versione G.Ia, l'aviazione olandese optò per l'installazione di sole mitragliatrici: le armi prescelte furono le FN-Browning M-36 calibro 7,92 mm prodotte dall'azienda belga Fabrique Nationale de Herstal. In questo caso le armi nella parte frontale della fusoliera erano otto e veniva mantenuta la singola mitragliatrice posteriore brandeggiabile.
Gli esemplari di G.Ib ordinati dal governo finlandese avrebbero dovuto essere equipaggiati con due cannoni 20 mm Oerlikon e due mitragliatrici calibro 7,9 mm; l'armamento non era ancora stato installato quando gli aerei furono requisiti dall'aviazione olandese che provvide sul campo ad installare quattro mitragliatrici da 7,9 mm.
In base al tipo di missione, il Fokker G.I poteva trasportare anche carichi offensivi: sia gli esemplari della versione G.Ia che quelli della G.Ib erano in grado di portare fino ad un massimo di 400 kg di bombe.

## Impiego operativo
Quando i Paesi Bassi decretarono la mobilitazione delle proprie forze armate a seguito dell'invasione tedesca della Polonia, il Fokker G.1a era in servizio con due Gruppi da caccia della Luchtvaartafdeling. Fino alla primavera del 1940 i compiti di questi reparti riguardavano la sorveglianza dei cieli nei confronti dei velivoli delle nazioni in conflitto; negli otto mesi che trascorsero, due aerei andarono perduti mentre i piloti olandesi abbatterono un bombardiere Whitley della britannica Royal Air Force nei pressi di Rotterdam, sconfinato nei cieli olandesi durante una missione in territorio tedesco.

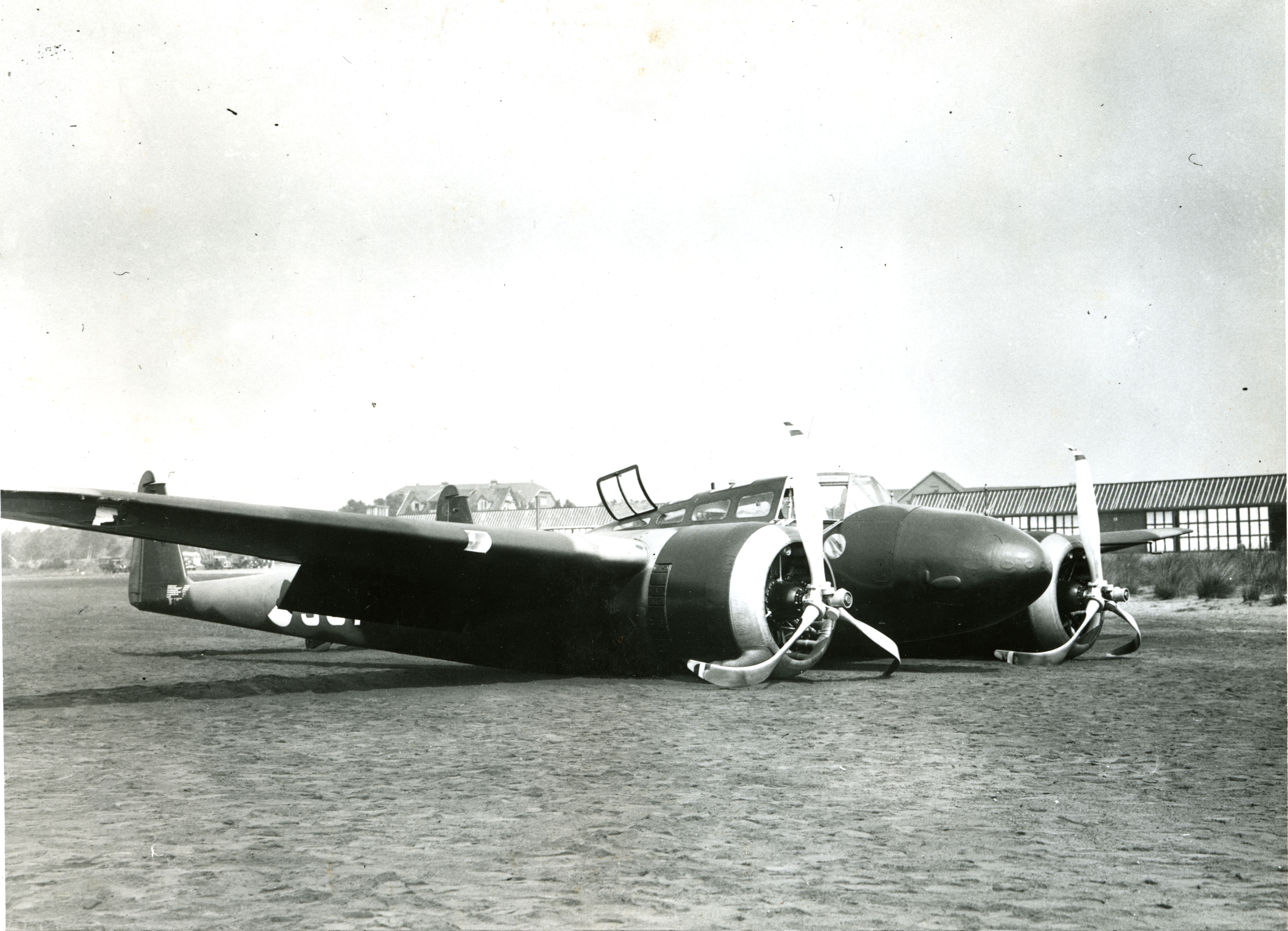
Un Fokker G.1 con insegne olandesi, dopo un atterraggio d'emergenza, il 26 agosto del 1939.

Quando, nelle prime ore del 10 maggio del 1940, le truppe tedesche diedero inizio all'invasione dei Paesi Bassi (parte del piano denominato Fall Gelb), i Fokker G.1 assegnati ai reparti erano complessivamente ventitré e costituivano l'equipaggiamento più moderno tra le file della Luchtvaartafdeling; sorpresi a terra dall'inatteso attacco germanico, molti velivoli furono distrutti senza nemmeno potersi alzare in volo e solo nove riuscirono a contrastare, per quanto vanamente, le operazioni della Luftwaffe. Alla fine del primo giorno di combattimenti risulta che solo due G.1a fossero ancora in condizioni operative; per contro nel corso delle azioni della giornata ai piloti dei G.1 furono attribuiti quattordici abbattimenti di velivoli nemici.
Nei giorni successivi i meccanici dei reparti riuscirono, con soluzioni di emergenza (e di assoluta fantasia), a riportare a sette il numero dei G.1a in grado di volare. Questo numero fu integrato da dodici dei ventisei aerei della variante G.1b acquistati dalla Finlandia che il governo olandese decise di confiscare; tre di questi velivoli, inizialmente disarmati poiché il contratto prevedeva che l'armamento fosse installato a cura dell'aviazione finlandese, furono resi operativi per le concitate operazioni di quei brevi giorni di guerra.
Il 14 maggio, con la capitolazione delle forze olandesi, le truppe della Wehrmacht presero possesso degli aeroporti olandesi e degli stabilimenti della Fokker, recuperando sia i G.1 in forza ai reparti operativi, sia quelli ancora in costruzione (relativi alla parte rimanente dell'ordine finlandese). Furono date istruzioni per il completamento degli aerei sulle catene di montaggio e gli esemplari in condizione di volare furono trasferiti in territorio germanico dove la Luftwaffe li utilizzò come velivoli da addestramento. Non risultano dettagli circa l'attività di questi velivoli.
Tutti i voli di prova e trasferimento dei G.1 progressivamente completati erano effettuati da personale della Fokker sotto la supervisione delle truppe tedesche; per misura precauzionale, al fine di evitare la fuga, i serbatoi degli aerei erano riempiti con quantità di carburante sufficiente ai soli trasferimenti che, inoltre, avvenivano sotto la scorta di aerei da caccia. Nonostante queste misure, il 5 maggio 1941, due aviatori olandesi (Tjerk Hidde Leegstra e Piet Vos) riuscirono ad eludere la sorveglianza dei tedeschi e a fuggire verso le coste inglesi dove furono intercettati da una pattuglia di Hurricane della RAF che scortarono l'aereo (a loro ignoto nelle forme e, per giunta, dotato delle insegne della Luftwaffe) fino a farlo atterrare su un ignoto campo d'aviazione. L'aereo fu messo a disposizione dei tecnici della Miles Aircraft, che all'epoca stava sviluppando un proprio progetto di cacciabombardiere; risulta che il velivolo sia sopravvissuto al conflitto ma che sia stato successivamente distrutto.

## Versioni
G.I
prototipo, equipaggiato con una coppia di motori radiali Hispano-Suiza 14AB-02/03 realizzato in un solo esemplare (c/n 5419).
G.Ia
versione bi-triposto di produzione in serie, equipaggiata con una coppia di radiali Bristol Mercury VIII e realizzata in 36 esemplari (c/n 5521-5556).
G.Ib
variante biposto da esportazione, caratterizzata dalla significativa riduzione della lunghezza della fusoliera (10,38 m) e dell'apertura (16,50 m) e superficie alare (35,70 m²), equipaggiata con una coppia di radiali Pratt & Whitney SB4-G Twin Wasp Junior, realizzata in 25 o 26 esemplari (c/n 5557-5581).

## Utilizzatori
Paesi Bassi
- Luchtvaartafdeling

 Germania
- Luftwaffe

### Annotazioni
1. ↑  Le fonti di lingua inglese usano il termine “Grim Reaper”, in italiano “Tristo Mietitore” simbolo personificato della morte.
2. ↑  Motore derivato dal Wright Whirlwind di cui la Hispano-Suiza aveva acquisito licenza di produzione.

### Fonti
1. 1 2 3 4 5 6 7  Weal, Weal e Barker, 1977, p. 180.
2. 1 2 3 4 5 6  Fitzsimons, 1981, p. 23.
3. ↑  Van der Klaauw, 1966, p. 12.
4. 1 2 3 4 5 6 7  Van der Klaauw, 1966, p. 3.
5. ↑  Winchester, 2005, p. 103.
6. 1 2 3  Green, 1974, p. 41.
7. 1 2  Fitzsimons, 1981, p. 22.
8. ↑  Flight, 19 novembre 1936, p. 545.
9. ↑  Van der Klaauw, 1966, p. 4.
10. 1 2 3 4  Van der Klaauw, 1966, p. 5.
11. 1 2 3 4 5  Van der Klaauw, 1966, p. 6.
12. 1 2 3 4 5 6  Van der Klaauw, 1966, p. 7.
13. 1 2 3 4 5 6  Van der Klaauw, 1966, p. 8.
14. 1 2  Hegener, 1961, p. 194.
15. 1 2 3 4  Van der Klaauw, 1966, p. 9.
16. 1 2  Van der Klaauw, 1966, p. 10.
17. ↑  Hooftman, 1981, p. 156.
18. ↑  Hooftman, 1981, pp. 156-176.
19. ↑  Green, 1967, p. 507.
20. ↑  Hooftman, 1981, p. 176.

### Pubblicazioni
- (EN) Bernard Fitzsimons, Fokker G.1, in Fighters of World War II - part 1, The Illustrated International Aircraft Guide, Londra, Macdonald Phoebus Ltd, 1981,  pp. 22-23.
- (EN) William Green, Le Faucheur... Fokker's Formidable G.1, in Flying Review International, vol. 22, n. 8, aprile 1967.
- William Green, Fokker G.1, in Aerei stranieri nella 2ª guerra mondiale, Dimensione Cielo, traduzione di Roberto Ferrante, 23/II, Roma, Edizioni Bizzarri, 1974,  pp. 40-45.
- (EN) Bart Van der Klaauw, The Fokker G-1, in Aircraft in Profile, vol. 134, Leatherhead, Profile Publications Ltd., 1966.
- (EN) The Paris Aero Show (PDF), in Flight, Londra, 19 novembre 1936,  pp. 540-549. URL consultato il 4 gennaio 2018.